# Großsteingräber bei Ballerstedt
Die Großsteingräber bei Ballerstedt waren eine Gruppe von drei megalithischen Grabanlagen der jungsteinzeitlichen Tiefstichkeramikkultur nahe der zu Osterburg (Altmark) gehörenden Ortschaft Ballerstedt im Landkreis Stendal, Sachsen-Anhalt. Sie wurden erstmals 1751 von Johann Christoph und Bernhard Ludwig Bekmann in ihrer Historische[n] Beschreibung der Chur und Mark Brandenburg beschrieben und abgebildet. Im späten 18. oder frühen 19. Jahrhundert wurden zwei Gräber zerstört. Johann Friedrich Danneil konnte in den 1840er Jahren nur noch eines auffinden. In der zweiten Hälfte des 19. Jahrhunderts wurde auch das letzte verbliebene Grab vollständig abgetragen. Eduard Krause und Otto Schoetensack konnten bei ihrer Aufnahme der altmärkischen Großsteingräber in den 1890er Jahren keine Reste mehr ausmachen.

## Beschreibung

### Grab 1

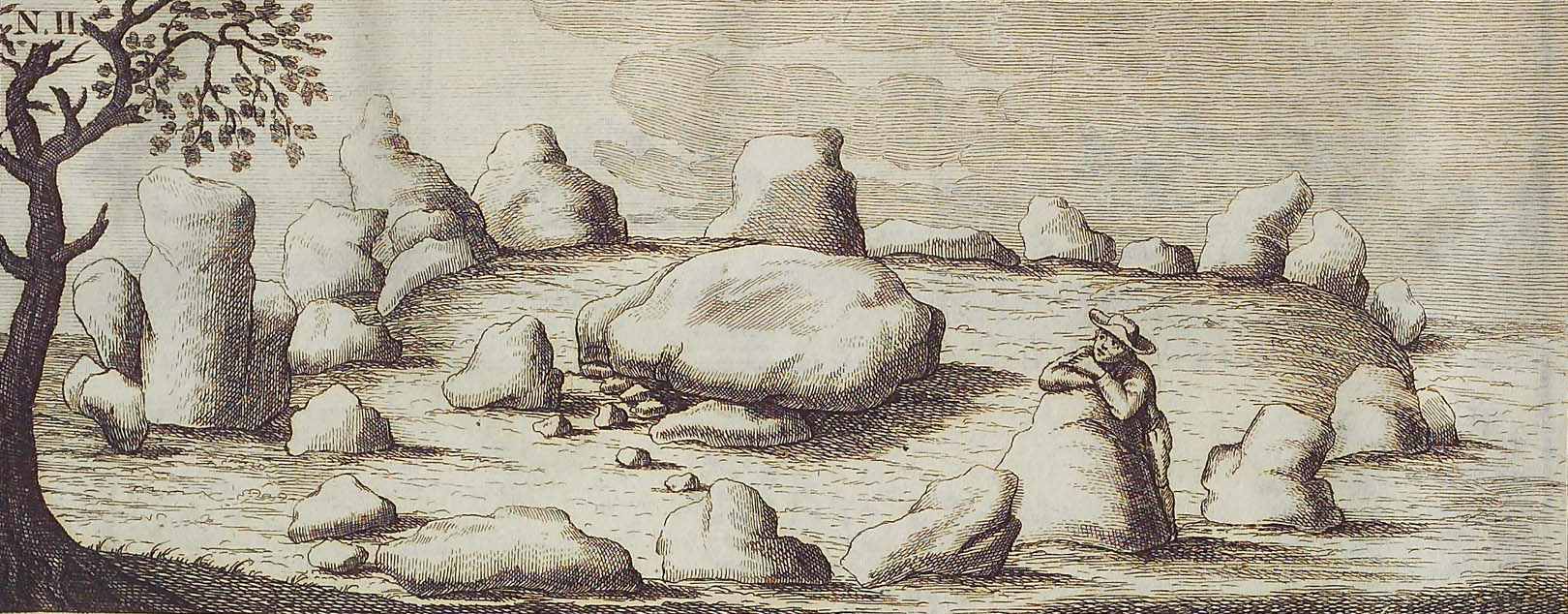
Das Großsteingrab Ballerstedt 1. Abbildung aus: Historische Beschreibung der Chur und Mark Brandenburg (1751)

Das erste Grab lag unmittelbar auf der Grenze zwischen den Dörfern Groß Ballerstedt und Grävenitz (heute ein Ortsteil von Schorstedt) auf einem „Krummenschlag“ genannten Flurstück. Es war das einzige der drei Gräber, das bei der Untersuchung von Danneil noch existierte. Es war ost-westlich orientiert und hatte eine steinerne Einfassung mit einer Länge von 25 m sowie einer Breite von 6,3 m. Darin befand sich die Grabkammer. Bei Danneils Untersuchung waren noch alle Steine vorhanden.

### Grab 2

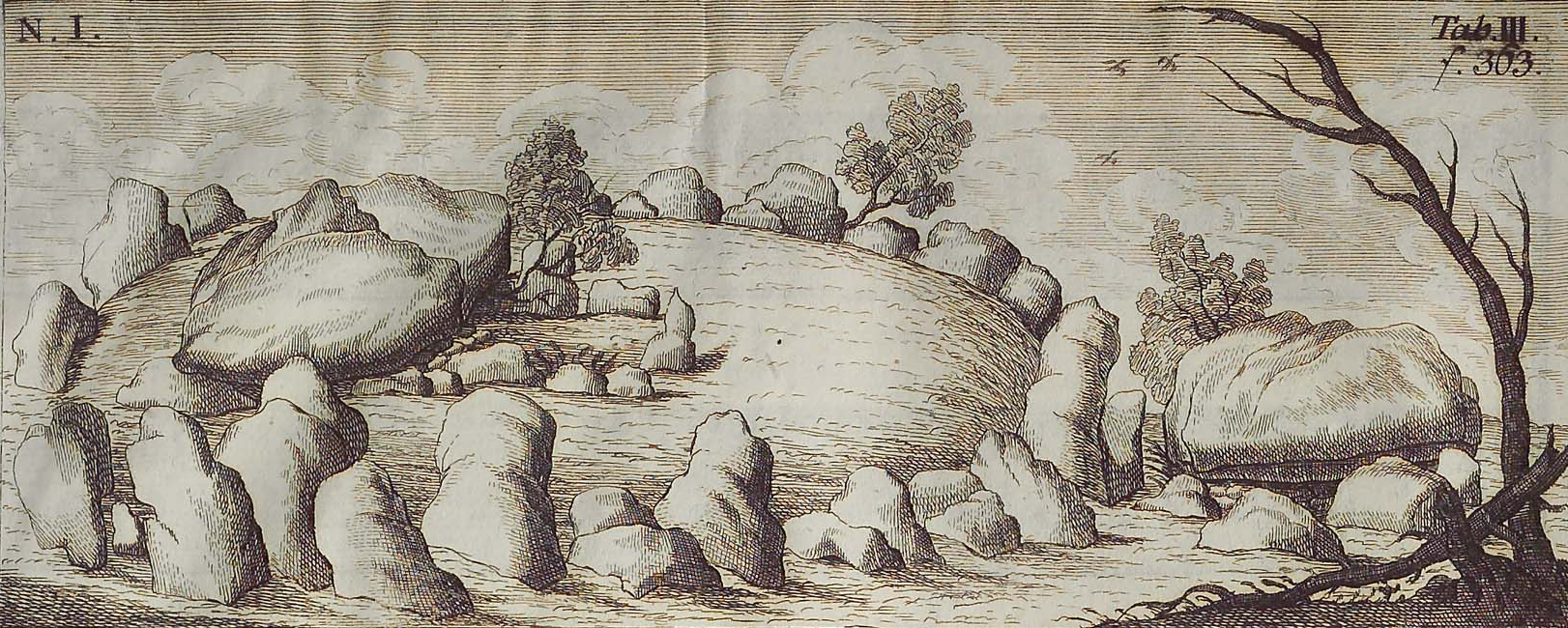
Die Großsteingräber Ballerstedt 2 und 3. Abbildung aus: Historische Beschreibung der Chur und Mark Brandenburg (1751)

Nicht weit von Grab 1 befand sich auf einem Flurstück mit dem Namen „Hundesrücken“ oder „Hundertrücken“ ein weiteres Grab. Es hatte eine ovale Einfassung und bestand nach Bekmann aus etwa zwölf Steinen, was jedoch nicht mit der zugehörigen Abbildung übereinstimmt. Das Grab befand sich bereits im 18. Jahrhundert nicht mehr in seinem ursprünglichen Zustand, denn die Steine lagen laut Bekmanns Beschreibung teilweise nicht mehr an ihrem ursprünglichen Platz.

### Grab 3
In der unmittelbaren Nachbarschaft von Grab 2 befand sich das dritte Grab auf einem Flurstück namens „Hasenäcker“. Es hatte wie Grab 2 eine ovale Einfassung und befand sich ebenfalls nicht mehr in seinem originalen Zustand. Laut Bekmann war bereits ein Stein entfernt worden, um daraus einen Mühlstein zu fertigen. Die restlichen Steine wurden später zum Häuserbau verwendet.

## Die Großsteingräber bei Ballerstedt in regionalen Sagen
Über die Gräber existieren mehrere Sagen. Die Steine von einem der Gräber (wohl Grab 2) sollen Riesen mit Steinschleudern von Schorstedt nach Grävenitz geworfen haben. Nach einer anderen Sage soll in diesem Grab ein Riesenkönig bestattet sein.
Über Grab 3 existiert die Sage, dass hier Wenden begraben lagen, die in der Schlacht zwischen den Markgrafen Albert und Hoder gefallen waren. Tatsächlich beruht diese Sage auf verschiedenen historischen Begebenheiten: Die Handlung dreht sich um die Auseinandersetzungen zwischen Albrecht dem Bären (Albert) und Udo von Freckleben (Hoder) um die Herrschaft in der Nordmark in den 20er und 30er Jahren des 12. Jahrhunderts. 1130 fiel Udo von Freckleben bei einem Gefecht mit Albrecht, allerdings nicht in Ballerstedt, sondern in dem ähnlich klingenden Ballenstedt am Harz. Albrecht erlangte die Markgrafenwürde über die Nordmark jedoch nicht sofort nach dem Tod seines Konkurrenten, sondern erst 1134. Auch erhielt er nicht die gesamte Mark, sondern musste Gebiete östlich der Elbe dem slawischen Herrscher Pribislaw überlassen. Erzählerisch wurden wohl Markgraf Udo und Pribislaw zu einem slawischen Gegenspieler Albrechts vermischt. Eventuell spielte hier auch der Slawenaufstand von 983 eine Rolle.
Weiterhin erzählten ansässige Bauern, dass bei den Gräbern sowohl am Tag als auch bei Nacht Gespenster zu sehen und Geschrei zu hören gewesen sei.
Sagenhafte Züge trägt auch die Überlieferung von einem Müller, der einen Stein aus Grab 3 entfernte, um daraus einen Mühlstein zu fertigen. Dies brachte ihm kein Glück, denn das Korn ließ sich mit dem Stein nicht mahlen, sondern blieb wie zerquetscht unter ihm liegen.